# Euxoa pitychrous
Euxoa pitychrous là một loài bướm đêm trong họ Noctuidae.